# سری اسکندر

سری اسکندر در منطقه پراک تنگاه

سری اسکندر (به انگلیسی: Seri Iskandar) یک شهرک اصلی در منطقه پراک تنگاه، ایالت پراک، مالزی است. این شهرک از جنوب غربیِ مرکز ایالت (شهر  ایپوه) تقریباً ۴۰ کیلومتر فاصله دارد. شهرک به‌طور میانگین ۲۹ متر بالاتر از سطح دریا قرار گرفته است. در سال‌های اخیر، شهرک شاهد رشد و توسعه بوده است که بیشتر به خاطر وجود دو پردیس دانشگاهی و چند مؤسسه آموزش عالی و صنایع مرتبط با آنها است. این دو پردیس، پردیس اصلی دانشگاه فناوری پتروناس و پردیس فرعی دانشگاه فناوری مارا هستند.
در سال ۲۰۲۰، جمعیت شهرک بالغ بر ۱۴٬۸۲۷ نفر بود. سری اسکندر، ترکیبی از مناطق مسکونی، موسسات آموزشی، شرکت‌های تجاری و امکانات تفریحی را عرضه می‌کند. این شهرک همچون قطب آموزشی عمل کرده و به جنب‌وجوش اقتصادی منطقه کمک می‌کند.